# بياتريس كونتيسة ألبوركويركي
بياتريس البرتغالية (نطق البرتغالية: [biɐtɾiʃ] ؛ البرتغالية:Infanta Beatriz de Portugal)؛ هي كونتيسة ألبوركويركي القرينة، وابنة الوحيدة لملك بيدرو الأول وزوجته السرية إينيس دي كاسترو، وشقيقة الكبرى لـ جواو من البرتغال دوق فالنسيا دي كامبوس ودينيس، لورد سيفوينتيس هم أشقائها وكذلك جواو فارس أفيس (لاحقاً ملك البرتغال) وشقيقة الصغرى لـ فرناندو الأول ملك البرتغال.
ولدت بياتريس في كويمبرا حول الفترة ما بين 1347-1351 وأصبحت كونتيسة ألبوركويركي عندما تزوجت سانشو ألفونسو كونت ألبوركويركي     (1373) الابن غير الشرعي لألفونسو الحادي عشر ملك قشتالة وليون وأخو الشقيق لإنريكي الثاني ملك قشتالة وليون وغير الشقيق لبيدرو ملك قشتالة وليون، كان لديهم ابنين: الدون فرناندو سانشيز كونت ألبوركويركي والدونا إليانور من ألبوركويركي التي تزوجت فرناندو الأول ملك أراغون، توفيت بياتريس في عام 1381.
اعتبار بياتريس انفانتا (الأميرة) البرتغال هو أمر قابل للنقاش، ولكن بعض المؤرخين ينظر لها كأنها ابنة غير شرعية لوالدها بيدرو الأول وبالتالي إنفانتا البرتغال لا يمكن أن تعزى به، ومع ذلك هناك آراء أخرى تشير إلى أن بعد وفاة إينيس دي كاسترو عندما أصبح الأمير ملكاً اعترف بأنه قد تزوج سراً من إينيس، وبسبب ذلك نبش قبرها وأجلست على العرش باعتبارها ملكة البرتغال.